# Jordan Brown
Jordan Brown (Antrim, 9 ottobre 1987) è un giocatore di snooker britannico.

## Carriera
Dopo aver vinto il Northern Ireland Amateur Championship nel 2008 e nel 2009, Jordan Brown debutta da professionista nella stagione 2009-2010. La sua esperienza non dura però molto: il nordirlandese viene infatti escluso dal Main Tour alla fine dell'annata. Negli anni seguenti Brown viene invitato ad alcuni dei tornei del Regno Unito, riuscendo addirittura a superare il primo turno nel Northern Ireland Open 2016, battendo 4-2 Ben Woollaston. Riottiene, all'inizio della stagione 2018-2019, un posto tra i 128 professionisti dopo aver vinto per la quarta volta il Northern Ireland Amateur Championship. In tutta l'annata viene sempre eliminato al primo turno, tranne al Paul Hunter Classic e all'English Open dove esce al terzo turno, perdendo rispettivamente contro Hammad Miah e Stephen Maguire.

## Ranking
| Stagione  | Ranking iniziale | Ranking finale |
| --------- | ---------------- | -------------- |
| 2009-2010 | Non classificato | 90             |
| 2018-2019 | Non classificato | 103            |
| 2019-2020 | 79               | 69             |
| 2020-2021 | Non classificato |                |

## Tornei vinti

### Titoli Ranking: 1
| Titoli Ranking | Titoli Ranking | Titoli Ranking    | Titoli Ranking |
| -------------- | -------------- | ----------------- | -------------- |
| Competizione   | Anno           | Avversario        | Note           |
| Welsh Open     | 2021           | Ronnie O'Sullivan | [ 8 ]          |